# Phyllotreta acutecarinata
Phyllotreta acutecarinata es una especie de insecto coleóptero de la familia Chrysomelidae. Fue descrita en 1941 por Heikertinger.